# Storena exornata
Storena exornata är en spindelart som beskrevs av Tamerlan Thorell 1887. Storena exornata ingår i släktet Storena och familjen Zodariidae.
Artens utbredningsområde är Myanmar. Inga underarter finns listade i Catalogue of Life.